# إدوارد غرين برادفورد
إدوارد غرين برادفورد (بالإنجليزية: Edward Green Bradford)‏ هو قاضي ومحامي وسياسي أمريكي، ولد في 17 يوليو 1819، وتوفي في 16 يناير 1884.